# Rıfat Yıldız
Rıfat Yıldız (Yenigazi, 1º aprile 1965) è un ex lottatore tedesco, specializzato nella lotta greco-romana.

## Biografia
È nato a Yenigazi in Turchia. Suo fratello adottivo Fuat Yıldız è anch'esso stato un lottatore.

## Palmarès

### Olimpiadi
- 1 medaglia:
  - 1 argento (Barcellona 1992 nei 57 kg)

### Mondiali
- 3 medaglie:
  - 2 ori (Tokyo 1990 nei 57 kg; Varna 1991 nei 57 kg)
  - 1 argento (Clermont-Ferrand 1987 nei 57 kg)